# Victor Kiernan
Victor Kiernan (Ashton upon Mersey, 4 september 1913 - Stow of Wedale Schotland, 17 februari 2009) was een Brits marxistisch historicus. Hij was een van de historici van de Communistische Partij van Groot-Brittannië en schreef vooral over imperialisme.

## Werken (selectie)
- The Dragon and St. George. Anglo-Chinese relations 1880-1885 (1939)
- British diplomacy in China, 1880 to 1885 (1939)
- The revolution of 1854 in Spanish history (1966)
- The lords of human kind. European attitudes towards the outside world in the Imperial Age (1969)
- Marxism and imperialism studies (1974)
- America, the new imperialism. From white settlement to world hegemony (1978)
- State & society in Europe 1550-1650 (1980)
- European empires from conquest to collapse 1815-1960 (1982)
- The duel in European history. Honour and the reign of aristocracy (1988)
- History, classes and nation-states. Selected writings of V.G. Kiernan, edited and introduced by Harvey J. Kaye (1988)
- Shakespeare, poet and citizen (1993)
- Imperialism and its contradictions. V.G. Kiernan, edited & introduced by Harvey J. Kaye (1995)
- Eight tragedies of Shakespeare. A Marxist study (1996)
- Colonial empires and armies 1815-1960 (1998)
- Horace: poetics and politics (1999)